# The Twisted Whiskers Show
The Twisted Whiskers Show es una serie de televisión de comedia animada basada en las tarjetas de felicitación Twisted Whiskers creadas por Terrill Bohlar para American Greetings. Fue producido en 2008, pero en los Estados Unidos no se estrenó hasta el 10 de octubre de 2010, cuando empezó a transmitirse como el primer programa de la cadena Hasbro/Discovery TV, Discovery Family (anteriormente conocido como The Hub hasta el 13 de octubre de 2014). 26 episodios de media hora de la serie CG fueron producidos por American Greetings Properties, DQ Entertainment, MoonScoop LLC, CloudCo, Inc. y Telegael. La serie también se emitió en Teletoon en Canadá, CBBC en el Reino Unido, MTV3 Junior en Finlandia, Disney Channel en Japón y luego fue traducido en español y Cartoon Network en Latinoamérica.

## Personajes
- Yawp: perro de raza Cocker, que tiene manchas en los ojos de negro, no dice nada, sólo tarde, vive con Casper, y perdió la casa en "Lost".
- Dander: es un gato acostumbrado a "la buena vida", vive con una mujer que trabaja en política y relaciones exteriores. Cualquier cosa fuera de su mundo de gatitos se aborda con una ingenuidad que lo mete en problemas. Generalmente visto con su amigo, Yawp, están en una saga continua para regresar a casa después de caerse de un camión de mudanzas.
- Goosers: Es un labrador retriever amarillo consumado, leal y digno de confianza. Por lo general, tiene que lidiar con proteger a su dueño Claude o algo que el hombre aprecia, de algún suceso extraño.
- Von Ripper: un perro rotweiller feroz que se parece a un tiburón, con un pelaje gris plateado, un collar con púas y una boca llena de desagradables dientes afilados. Suele actuar como antagonista la mayor parte del tiempo.
- Cutie Snoot: gatita rosa que hace que todo para que sea reconocido como la mascota más bella.
- Dine y Dash: Son dos gatos callejeros astutos con rayas blancas y negras de "prisión" a juego, Dine es el líder que habla rápido y Dash, el tonto adorable. Los dos suelen hacer todo lo posible para conseguir comida, desde robar hasta estafar.
- Zippy: este perro de carreras retirado está en shock por haber pasado tantos años en la pista. El más mínimo sonido le hace salir disparado, normalmente hacia algo doloroso.
- Mister Mewser: es un gato doméstico encerrado con manchas blancas y negras que vive en una enorme mansión victoriana, cuyo destino nunca se reveló. Al verse más como un ser humano sofisticado, Mewser tiene ratones como sirvientes contratados y disfruta viendo viejas películas del oeste.
- Ird: es un arrendajo azul con una voz profunda, Ird hace un cameo en la mayoría de los episodios y actúa como antagonista en algunos.
- Siniestro ardilla: es una ardilla loca identificada por un trozo de pelaje que le falta en la cola. Conocido como enemigo de Goosers y vecino de Ird.
- Tiny Head: es un gato atigrado adulto con una cabeza del tamaño de un gatito, Tiny Head es un eterno optimista cuyo hablar a menudo lo hace ajeno a todo lo que lo rodea.
- Cambridge Kitty: es un psicólogo callejero que ofrece su opinión científica a quien acude en busca de su orientación.
- Flouncie: es un perro grande con un problema de imagen propia y quiere un compañero de juegos, y se considera delicada a pesar de ser lo suficientemente fuerte como para matar sin saberlo a cualquier animal desafortunado con el que se hace amigo.
- Gasper: es el pez dorado mascota de Tiny Head y víctima de las muestras de bondad involuntariamente dañinas de su amigo.
- Jack: Es un terrier intelectual con gafas, que se las quita en presencia de su dueño.
- Roto oso: el oso que se cree fue secuestrado por extraterrestres, alienígenas y un día le traen "atrás" en el espacio, y una corona rey. En realidad, la nave fue un helicóptero de los extranjeros que lo secuestraron con pastillas para dormir, para un estudio en animales.